# Georges Charlet
Pour les articles homonymes, voir Charlet.
Ne doit pas être confondu avec Georges Alexandre Charlet.
Georges Charlet, né à Paris le 28 octobre 1864 et mort à Eaubonne le 4 juin 1915, est un graveur au burin et un peintre  français.

## Biographie
Georges Charlet se signale comme un élève d'Émile-Henri Laporte, qui dirigeait l'école municipale de dessin du 2e arrondissement de Paris, rue des Petits-Carreaux ; par ailleurs, en 1903, il mentionne Benjamin-Constant et Jules Lefebvre parmi ses maîtres. Il expose au Salon des artistes français pour la première fois en 1887, un portrait au pastel ; son adresse parisienne est mentionnée au 78 rue Montmartre. Il y expose régulièrement jusqu'en 1905, essentiellement des gravures au burin, son adresse devenant le 57 rue de Dunkerque,. Il y obtient une mention honorable et devient membre de cette société en 1910. 
Il participe, montrant des dessins, aux expositions de la « Société de la miniature, des aquarelles et des arts précieux », organisées par la galerie Georges Petit.  
Quelques uns de ses paysages sont exposés au Salon d'Automne en 1929 et 1930.